# Chi hoa ông lão
Clematis hay chi hoa ông lão là một chi của khoảng 300 loài  trong họ Ranunculaceae. Các giống lai của chúng đã được các nhà làm vườn ưa chuộng, bắt đầu với Clematis x jackmanii, có tại các vườn tược từ năm 1862; các giống lai khác đang được sản xuất liên tục. Clematis chủ yếu có nguồn gốc từ Trung Quốc và Nhật Bản.

## Mô tả
Các cây hoa ông lão thường là cây leo thân thảo hóa gỗ, có nhiều cành nhánh. Thân cây mềm mại, nhỏ nhắn, có màu nâu. Chúng cũng thẻ là cây bụi không leo. Lá mọc có thể là lá đơn hoặc lá kép hình lông chim hoặc kép 3. Các clematis vừa và lớn có thể vươn tới từ 2 tới 6m. Chúng là cây luôn xanh hoặc rụng lá. Một số loài hình thành thân củ dài.